# Ezel
Ezel – jednostka osadnicza w Stanach Zjednoczonych, w stanie Kentucky, w hrabstwie Morgan.